# Communauté de communes Sud Sarthe
Die Communauté de communes Sud Sarthe ist ein französischer Gemeindeverband mit der Rechtsform einer Communauté de communes im Département Sarthe in der Region Pays de la Loire. Sie wurde am 22. Dezember 2016 gegründet und umfasst 19 Gemeinden. Der Verwaltungssitz befindet sich im Ort Aubigné-Racan.

## Historische Entwicklung
Der Gemeindeverband entstand mit Wirkung vom 1. Januar 2017 durch die Fusion der Vorgängerorganisationen
- Communauté de communes Aune et Loir,
- Communauté de communes du Canton de Pontvallain und
- Communauté de communes du Bassin Ludois.

Mit Wirkung vom 1. Januar 2018 wurde die Gemeinde Dissé-sous-le-Lude in die Commune nouvelle Le Lude integriert. Gleichzeitig verließen die Gemeinden La Fontaine-Saint-Martin und Oizé den hiesigen Verband und schlossen sich der Communauté de communes du Pays Fléchois an. Ebenso wechselte die Gemeinde Cérans-Foulletourte zur Communauté de communes du Val de Sarthe.

## Mitgliedsgemeinden
| Gemeinde                          | Einwohner 1. Januar 2022 | Fläche km² | Dichte Einw./km² | Code INSEE | Postleitzahl |
| --------------------------------- | ------------------------ | ---------- | ---------------- | ---------- | ------------ |
| Aubigné-Racan                     | 2.131                    | 32,03      | 67               | 72013      | 72800        |
| Château-l’Hermitage               | 255                      | 9,39       | 27               | 72072      | 72510        |
| Chenu                             | 436                      | 30,56      | 14               | 72077      | 72500        |
| Coulongé                          | 512                      | 15,05      | 34               | 72098      | 72800        |
| La Bruère-sur-Loir                | 250                      | 11,47      | 22               | 72049      | 72500        |
| La Chapelle-aux-Choux             | 282                      | 14,43      | 20               | 72060      | 72800        |
| Le Lude                           | 4.016                    | 68,36      | 59               | 72176      | 72800        |
| Luché-Pringé                      | 1.524                    | 49,39      | 31               | 72175      | 72800        |
| Mansigné                          | 1.550                    | 36,31      | 43               | 72182      | 72510        |
| Mayet                             | 3.186                    | 53,96      | 59               | 72191      | 72360        |
| Pontvallain                       | 1.614                    | 34,88      | 46               | 72243      | 72510        |
| Requeil                           | 1.108                    | 13,89      | 80               | 72252      | 72510        |
| Saint-Germain-d’Arcé              | 346                      | 29,19      | 12               | 72283      | 72800        |
| Saint-Jean-de-la-Motte            | 955                      | 32,03      | 30               | 72291      | 72510        |
| Sarcé                             | 268                      | 10,99      | 24               | 72327      | 72360        |
| Savigné-sous-le-Lude              | 447                      | 33,84      | 13               | 72330      | 72800        |
| Vaas                              | 1.383                    | 30,14      | 46               | 72364      | 72500        |
| Verneil-le-Chétif                 | 586                      | 14,81      | 40               | 72369      | 72360        |
| Yvré-le-Pôlin                     | 1.734                    | 21,84      | 79               | 72385      | 72330        |
| Communauté de communes Sud Sarthe | 22.583                   | 542,56     | 42               | –          | –            |